# RAF Ascension Island
La base aerea di Ascension o aeroporto Ascension Island o Wideawake Airport è un aeroporto militare della Royal Air Force britannica situato nell'isola di Ascensione e abilitato per il trasporto passeggeri.

## Storia

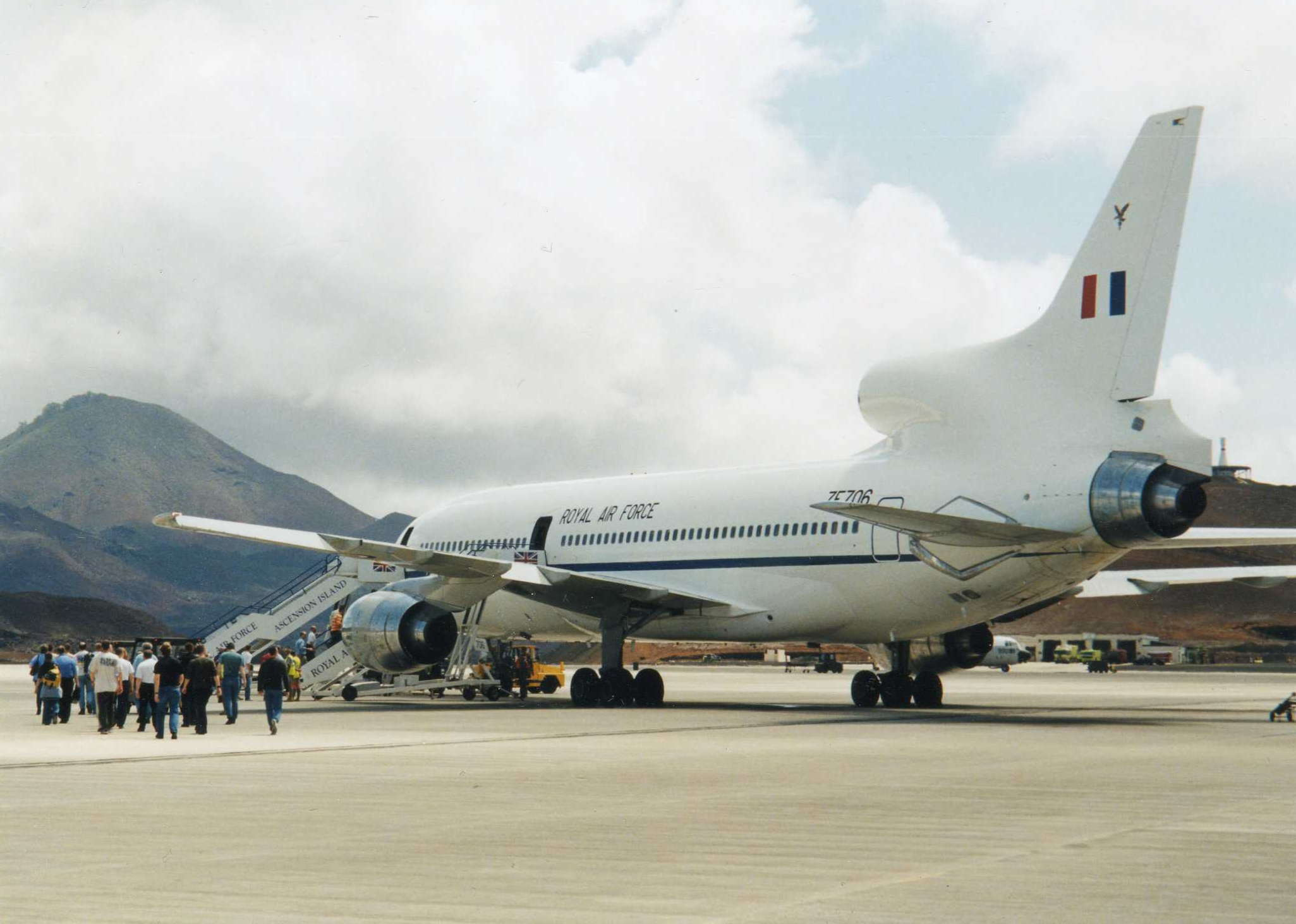
Un TriStar della RAF si rifornisce ad Ascension durante uno scalo sulla rotta delle Isole Falkland.

Nel 1939 Ascension divenne importante come stazione di rivelatore di direzione ad alta frequenza, per la copertura delle rotte mercantili.  
Divenne poi base aerea con una pista di atterraggio costruita da una task force statunitense. Inaugurata nel 1942, dall'atterraggio di un Fairey Swordfish proveniente dalla portaerei britannica HMS Archer prese il nome da quello locale di sterne fuligginose di una colonia che viveva nelle vicinanze, dovuto al fatto che gli uccelli si svegliavano presto costringendo gli abitanti vicini a fare altrettanto.
La base venne chiusa alla fine della seconda guerra mondiale, riaperta nel 1957 ed allungata nel 1960, in seguito vennero aggiunte installazioni per il tracciamento di missili. Dopo il termine dell'uso da parte della NASA, la base venne manutenuta e gestita dall'USAF tramite personale a contratto fino alla guerra delle Falkland, nella quale venne concesso l'uso della base alla RAF. Da questa base partirono le missioni della Operazione Black Buck.

## Strutture e unità
La base aerea di Ascension ospita anche una struttura informativa statunitense, con cinque grandi antenne satellitari.

## Voli civili
RAF Ascension è l'unico aeroporto dell'isola. 
La compagnia Hi Fly opera voli da e per l'Aeroporto di Londra-Gatwick; dal 18 novembre 2017 è inoltre attivo un collegamento mensile con Sant'Elena, operato da Airlink.